# Drusus siveci
Drusus siveci là một loài Trichoptera trong họ Limnephilidae. Chúng phân bố ở miền Cổ bắc.